# Siegfried Sassoon
Siegfried Loraine Sassoon (8 de setembro de 1886 — 1 de setembro de 1967) foi um poeta inglês. Ficou conhecido como escritor de sátiras anti-guerra em poesia, durante a Primeira Guerra Mundial. Mais tarde foi aclamado por seu trabalho em prosa, sua autobiografia ficcional de três volumes, conhecida como Sherston Trilogy.

## Início de vida
Siegfried Sassoon nasceu de pai judeu e mãe anglo-católica, e cresceu na mansão neogótica chamada Weirleigh (em homenagem ao seu construtor Harrison Weir) em Matfield, Kent. Seu pai, Alfred Ezra Sassoon (1861–1895), filho de Sassoon David Sassoon, era membro da rica família de comerciantes judeus de Bagdá. A mãe de Siegfried, Theresa, pertencia à família Thornycroft, de escultores responsáveis por muitas das estátuas mais conhecidas de Londres; incluindo seu irmão, Sir Hamo Thornycroft. Não havia ascendência alemã na família de Sassoon; sua mãe o chamou de Siegfried devido ao seu amor pelas óperas de Wagner. E seu nome do meio, Loraine, era o sobrenome de um clérigo que ela respeitava.
Siegfried era o segundo de três filhos, sendo os outros Michael e Hamo. Quando ele tinha quatro anos, seus pais se separaram. Durante as visitas semanais de seu pai aos meninos, Theresa se trancava na sala de estar. Em 1895, Alfred Sassoon morreu de tuberculose.

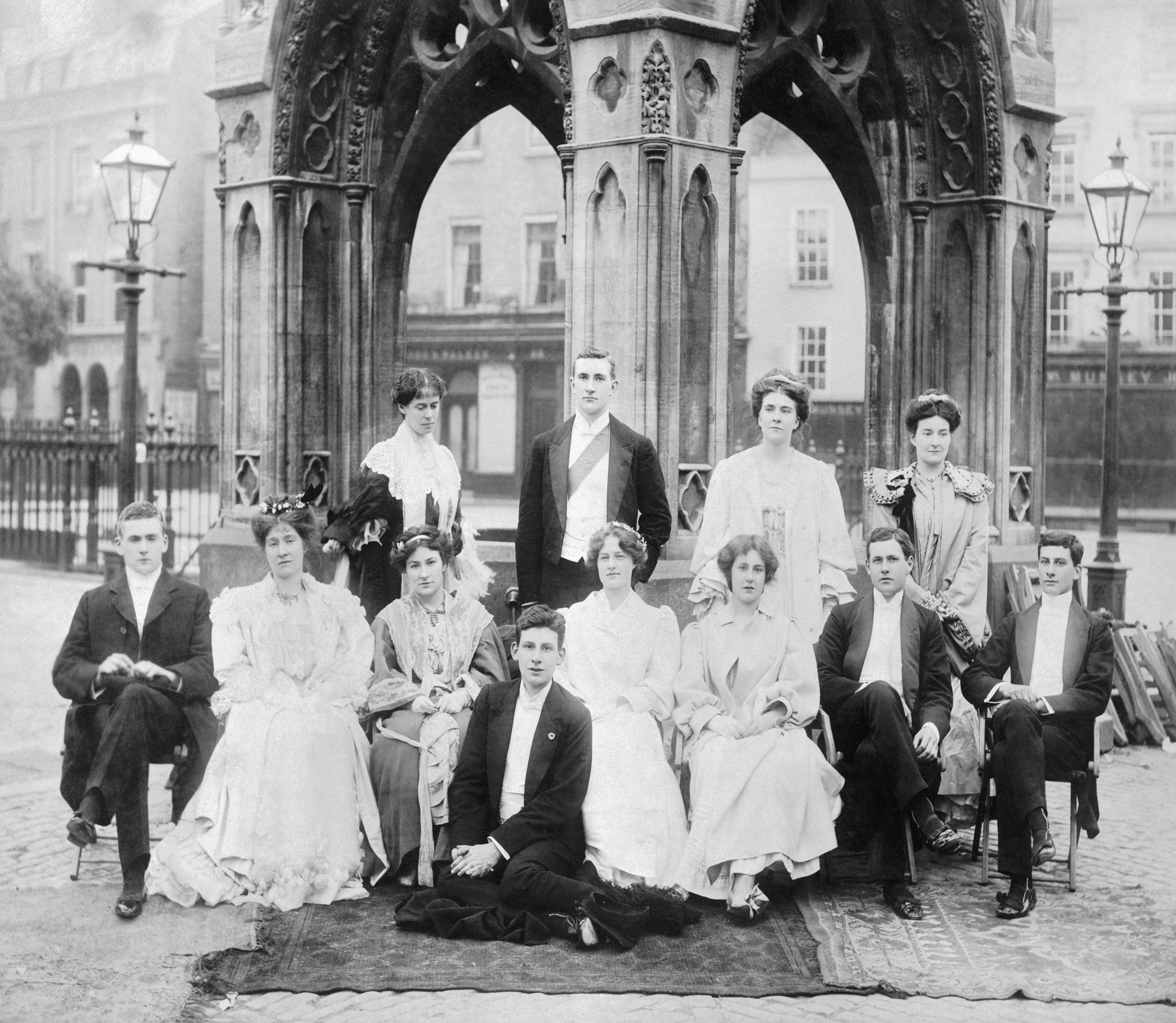
Sassoon (sentado no centro) em baile da Universidade de Cambridge, 1906

Sassoon foi educado na New Beacon School, em Sevenoaks, Kent; no Marlborough College, em Wiltshire; e no Clare College, na Universidade de Cambridge, onde de 1905 a 1907 estudou história. Ele deixou Cambridge sem um diploma e passou os anos após 1907 caçando, jogando críquete e escrevendo versos, alguns dos quais publicou em particular.
Embora seu pai tivesse sido deserdado da fortuna de Sassoon por se casar com uma mulher que não era judia, Siegfried tinha uma pequena renda privada que lhe permitia viver modestamente sem ter que ganhar a vida. Mais tarde, ele recebeu uma grande herança de uma tia, Rachel Beer, permitindo-lhe comprar a grande propriedade de Heytesbury House em Wiltshire.
Seu primeiro sucesso publicado, The Daffodil Murderer (1913), foi uma paródia de The Everlasting Mercy, de John Masefield. Robert Graves, em Good-Bye to All That, descreve-o como uma "paródia de Masefield que, no meio do caminho, esqueceu-se de ser uma paródia e se transformou em um Masefield relativamente bom".

### Críquete
Sassoon jogou pelo time de críquete de sua vila ainda jovem, e seus irmãos e três de seus tutores eram entusiastas do críquete. Sassoon jogou por sua casa em Marlborough, certa vez conquistando 7 postigos por 18 corridas, e durante esse tempo contribuiu com três poemas para a revista Cricket.
Por alguns anos, por volta de 1910, ele jogou frequentemente pelo Bluemantles Cricket Club, no Nevill Ground, em Tunbridge Wells, às vezes ao lado de Arthur Conan Doyle. Mais tarde, ele jogou por um time da Downside Abbey chamado The Ravens, continuando a jogar até os setenta anos.

## A guerra

### Na Frente Ocidental

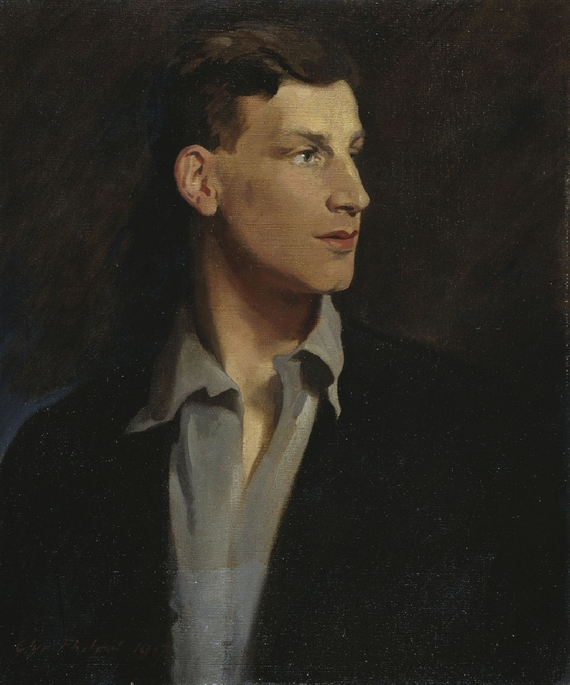
Retrato de Sassoon por Glyn Warren Philpot, em 1917. No Museu Fitzwilliam

Sassoon juntou-se ao Exército assim que a ameaça de uma nova guerra europeia foi reconhecida, e estava a serviço do regimento Sussex Yeomanry em 4 de agosto de 1914, dia em que o Reino Unido declarou guerra à Alemanha. Ele quebrou o braço gravemente em um acidente de cavalgada e foi colocado fora de ação antes de deixar a Inglaterra, passando a primavera de 1915 convalescendo. Ele foi comissionado no 3º Batalhão (Reserva Especial), Royal Welch Fusiliers, como segundo-tenente em 29 de maio de 1915.
Em 1º de novembro, seu irmão mais novo, Hamo, foi morto na Campanha de Galípoli, morrendo a bordo do navio RMS Kildonan Castle após ter sua perna amputada. No mesmo mês, Siegfried foi enviado para o 1º Batalhão, Royal Welch Fusiliers, na França, onde conheceu Robert Graves, e eles se tornaram amigos íntimos. Unidos por sua vocação poética, eles frequentemente liam e discutiam o trabalho um do outro. Embora isso não tenha tido muita influência perceptível na poesia de Graves, as opiniões de Graves sobre o que pode ser chamado de "realismo corajoso" afetaram profundamente o conceito de Sassoon sobre o que constituía poesia.
Logo ele se horrorizou com as realidades da guerra, e o tom de sua escrita mudou completamente: enquanto seus primeiros poemas exibem uma doçura romântica e diletante, sua poesia de guerra transita para uma música cada vez mais dissonante, destinada a transmitir as verdades cruéis das trincheiras a um público até então embalado pela propaganda patriótica. Detalhes como cadáveres em decomposição, membros mutilados, imundície, covardia e suicídio são marcas registradas de sua obra nessa época, e essa filosofia de "nenhuma verdade é inadequada" teve um efeito significativo no movimento em direção à poesia modernista.
Os períodos de serviço de Sassoon na Frente Ocidental foram marcados por ações excepcionalmente corajosas, incluindo a captura de uma trincheira alemã. Armado com granadas, ele dispersou sessenta soldados alemães:
| “ | Ele avançou com bombas à luz do dia, sob fogo de cobertura de alguns rifles, e assustou os ocupantes. Um feito inútil, já que, em vez de sinalizar por reforços, sentou-se na trincheira alemã e começou a ler um livro de poemas que havia trazido consigo. Quando retornou, nem sequer se apresentou. O Coronel Stockwell, então no comando, enfureceu-se com ele. O ataque à Floresta Mametz havia sido adiado por duas horas porque ainda havia relatos de patrulhas britânicas em atividade. "Patrulhas britânicas" eram Siegfried e seu livro de poemas. "Eu teria conseguido um DSO (Ordem de Serviços Distintos) para você, se você tivesse demonstrado mais sensatez", irrompeu Stockwell. | ” |

A bravura de Sassoon foi tão inspiradora que os soldados de sua companhia disseram que se sentiam confiantes apenas quando estavam acompanhados por ele.  Ele frequentemente fazia ataques noturnos e patrulhas de bombardeio e demonstrava eficiência implacável como comandante de companhia.
A depressão crescente diante do horror e da miséria que os soldados foram forçados a suportar produziu em Sassoon uma coragem paradoxalmente maníaca, e ele foi apelidado de "Mad Jack" por seus homens por seus feitos quase suicidas. Em 27 de julho de 1916, ele foi condecorado com a Cruz Militar; a citação dizia:
| “ | 2º Tenente Siegfried Lorraine [sic] Sassoon, 3º (attd. 1º) Bn., RW Fus. Por bravura notável durante um ataque às trincheiras inimigas. Permaneceu por 1 hora e meia sob fogo de fuzil e bomba, recolhendo e trazendo nossos feridos. Graças à sua coragem e determinação, todos os mortos e feridos foram trazidos. | ” |

Robert Graves descreveu Sassoon como alguém que se envolveu em feitos suicidas de bravura. Sassoon também foi posteriormente recomendado para a Cruz Vitória.

### Anti-guerra
Apesar de suas condecorações e reputação, em 1917 Sassoon decidiu se posicionar contra a condução da guerra. Uma das razões para seu violento sentimento antiguerra foi a morte de seu amigo David Cuthbert Thomas, que aparece como "Dick Tiltwood" na Sherston Trilogy. Sassoon passou anos tentando superar sua dor.
Em agosto de 1916, Sassoon chegou ao Somerville College, em Oxford, que era usado como hospital para oficiais em convalescença, com um caso de febre gástrica. Ele escreveu: "Estar deitado em um quartinho de paredes brancas, olhando pela janela para o gramado do colégio, foi, nos primeiros dias, como estar no paraíso". Graves também acabou em Somerville. "Como é estranho você copiar minha ideia de ir para o Ladies' College em Oxford", escreveu Sassoon a ele em 1917.
No final de um período de licença de convalescença, Sassoon recusou-se a retornar ao serviço; encorajado por amigos pacifistas como Bertrand Russell e Lady Ottoline Morrell, ele enviou uma carta ao seu comandante intitulada Terminado com a Guerra: Declaração de um Soldado. Encaminhada à imprensa e lida em voz alta na Câmara dos Comuns por um membro simpático do Parlamento, a carta foi vista por alguns como traição ("Estou fazendo esta declaração como um ato de desafio deliberado à autoridade militar") ou, na melhor das hipóteses, como condenação dos motivos do governo de guerra ("Acredito que a guerra na qual entrei como uma guerra de defesa e libertação agora se tornou uma guerra de agressão e conquista").).
Em vez de levar Sassoon à corte marcial, o subsecretário de Estado para a Guerra, Ian Macpherson , decidiu que ele não estava apto para o serviço e o enviou para o Hospital de Guerra Craiglockhart, perto de Edimburgo, onde foi oficialmente tratado de neurastenia ("choque de granada").
No final de 1917, Sassoon foi enviado para Limerick, Irlanda, onde no New Barracks ajudou a treinar novos recrutas. Ele escreveu que foi um período de descanso para ele e que lhe permitiu entregar-se ao seu amor pela caça. Refletindo sobre o período anos depois, ele mencionou como os problemas estavam se formando na Irlanda na época, nos poucos anos anteriores à Guerra da Independência da Irlanda. Depois de apenas um curto período em Limerick, ele foi enviado para o Egito.
Antes de se recusar a retornar ao serviço ativo, Sassoon jogou sua insígnia da Cruz Militar no mar na praia de Formby; algumas pessoas interpretaram mal sua descrição deste incidente em Memórias de um Oficial de Infantaria e acreditaram que ele havia jogado a própria medalha fora, mas esta foi retida e passada aos cuidados de sua família. Ele afirmou que não fez isso como uma rejeição simbólica de valores militaristas, mas simplesmente pela necessidade de realizar algum ato destrutivo como catarse. Seu relato afirma que um de seus troféus esportivos pré-guerra, se ele tivesse um em mãos, teria servido ao seu propósito igualmente bem. A condecoração real foi redescoberta após a morte do único filho de Sassoon, George, e posteriormente se tornou o assunto de uma disputa entre os herdeiros de Sassoon.

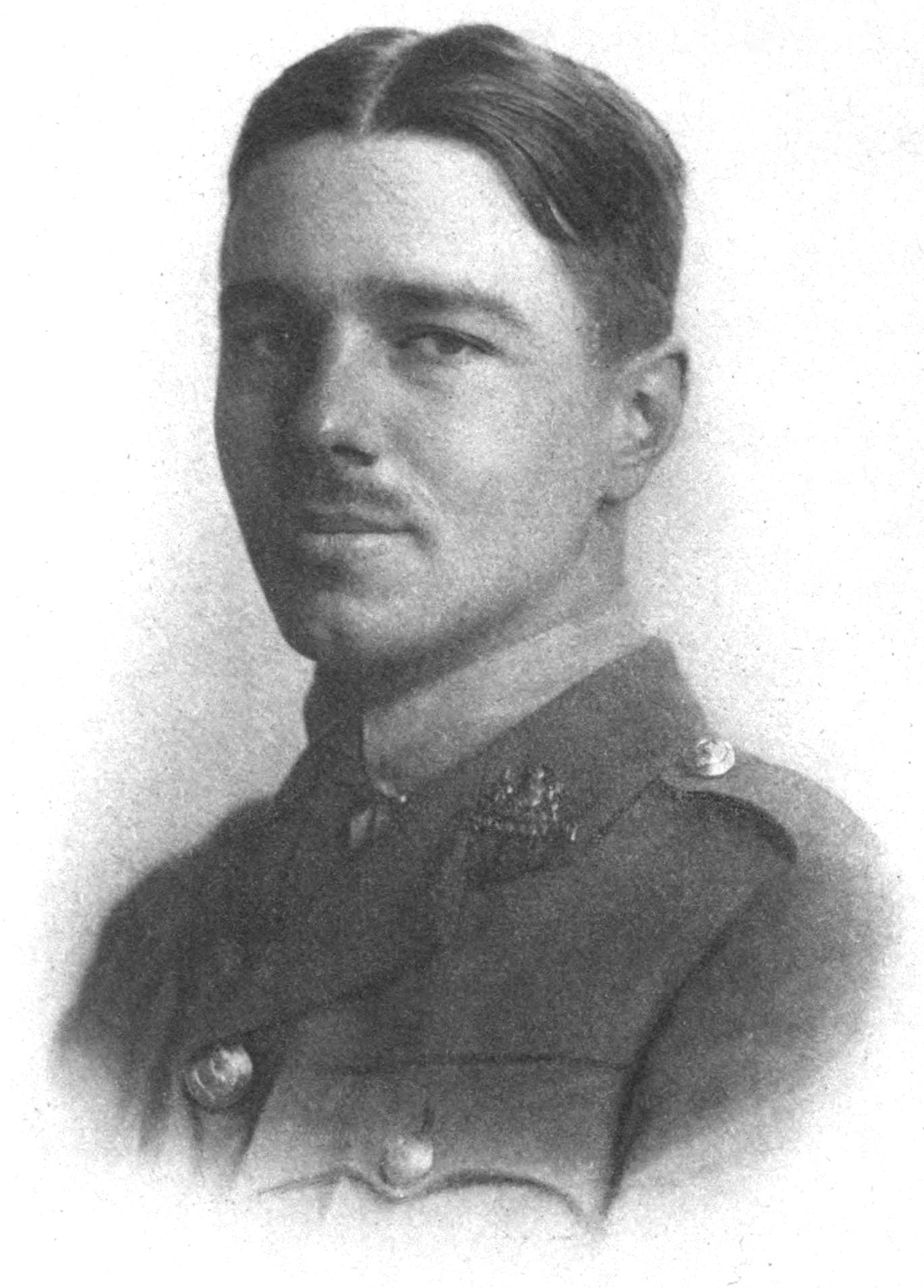
Wilfred Owen

Em Craiglockhart, Sassoon conheceu Wilfred Owen, outro poeta. Foi graças a Sassoon que Owen perseverou em sua ambição de escrever poesia. Uma cópia manuscrita do Hino para a Juventude Condenada de Owen, contendo as emendas manuscritas de Sassoon, sobrevive como testemunho da extensão de sua influência e está atualmente em exibição no Museu Imperial da Guerra de Londres.
Sassoon tornou-se para Owen "Keats e Cristo e Elias", de acordo com uma carta sobrevivente que demonstra a profundidade do amor e admiração de Owen por ele. Ambos os homens retornaram ao serviço ativo na França, mas Owen foi morto em 1918, uma semana antes do Armistício. Sassoon foi promovido a tenente e, tendo passado algum tempo na Palestina, finalmente retornou à França em 20 de junho de 1918.
Sassoon foi ferido novamente em 13 de julho de 1918,supostamente por fogo amigo quando foi ferido por um tiro na cabeça por um colega soldado britânico que aparentemente o confundiu com um alemão, perto de Arras, França (de acordo com uma história de 2018 publicada por um tabloide online britânico, foi sugerido que o incidente de fogo amigo não foi acidental, no entanto, a veracidade desta afirmação é questionável). Como resultado deste ferimento, ele passou o resto da guerra na Grã-Bretanha. Nessa época, ele havia sido promovido a capitão interino. Ele renunciou à sua comissão por motivos de saúde em 12 de março de 1919, mas manteve o posto de capitão.
Após a guerra, Sassoon foi fundamental para levar o trabalho de Owen à atenção de um público mais amplo. O relacionamento deles é o tema da peça Not About Heroes, de Stephen MacDonald.

## Vida pós-guerra

### Editor e romancista

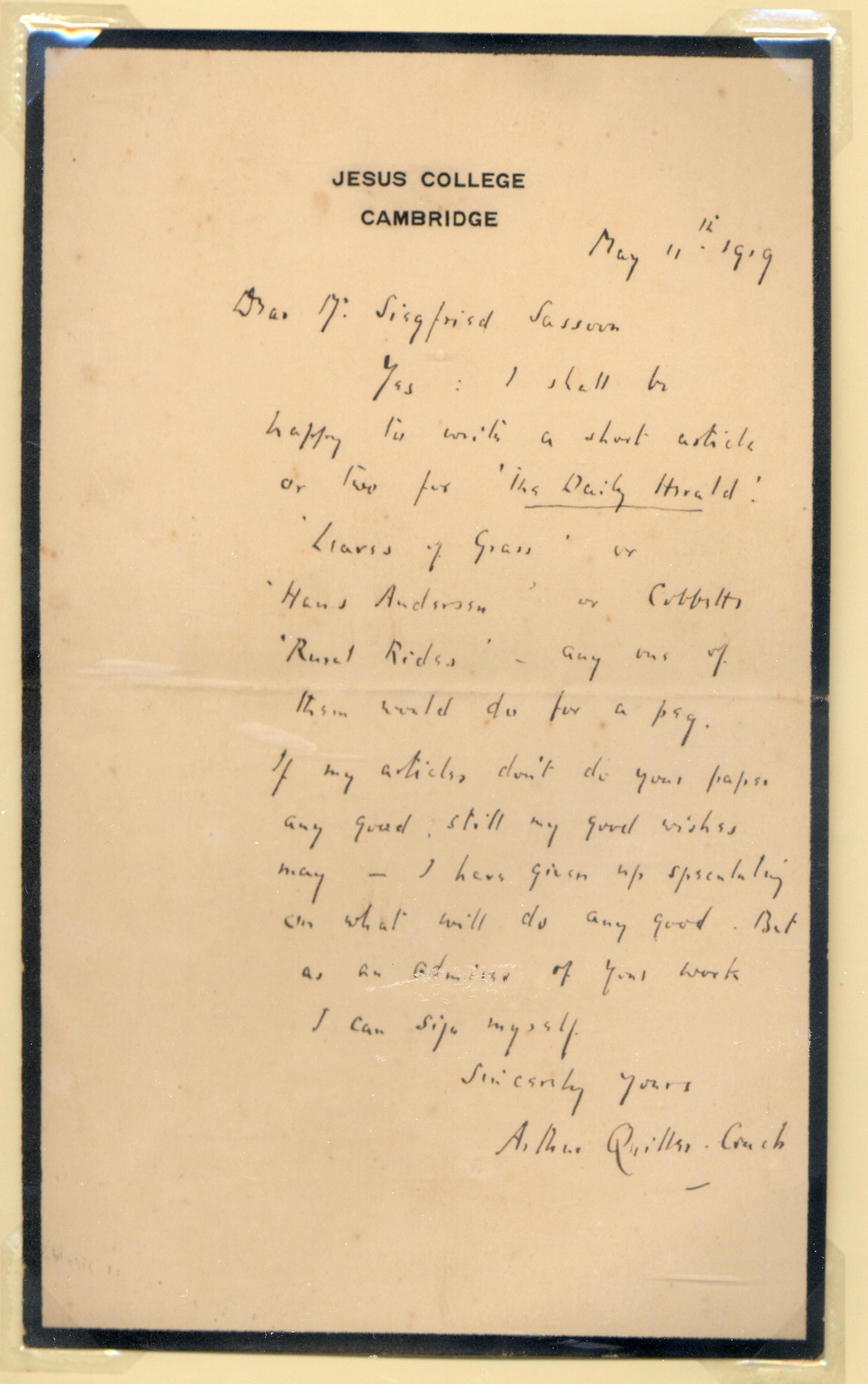
Carta-convite de Arthur Quiller-Couch a Sassoon para escrever para o The Daily Herald

Tendo vivido por um período em Oxford, onde passou mais tempo visitando amigos literatos do que estudando, Sassoon interessou-se brevemente pela política do movimento trabalhista. Em novembro de 1918, viajou para Blackburn para apoiar o candidato trabalhista nas eleições gerais, Philip Snowden, que havia sido pacifista durante a guerra. Embora fosse um novato político confesso, Sassoon fez discursos de campanha para Snowden, escrevendo posteriormente que "se sentia grato pela atitude antiguerra [de Snowden] no parlamento e que se irritara com os insultos que lhe eram dirigidos. Todas as minhas simpatias políticas estavam com ele". Embora o seu compromisso com a política tenha diminuído depois disto, ele continuou a apoiar o Partido Trabalhista e, em 1929, "regozijou-se por [eles] terem conquistado lugares nas eleições gerais britânicas". Da mesma forma, "as notícias da enorme vitória trabalhista em 1945 agradaram-lhe, porque muitos conservadores da classe que ele detestava durante a Primeira Guerra Mundial tinham ido embora".
Em 1919, Sassoon assumiu o cargo de editor literário do jornal socialista Daily Herald. Ele morou na 54 Tufton Street, em Westminster, de 1919 a 1925; a casa não existe mais, mas a localização de sua antiga casa está marcada por uma placa memorial. Durante seu período no Herald, Sassoon foi responsável por empregar vários nomes eminentes como críticos, incluindo E. M. Forster e Charlotte Mew, e encomendou material original a escritores como Arnold Bennett e Osbert Sitwell. Seus interesses artísticos se estendiam à música. Enquanto estava em Oxford, foi apresentado ao jovem William Walton, de quem se tornou amigo e patrono. Walton mais tarde dedicou sua abertura de Portsmouth Point a Sassoon em reconhecimento à sua assistência financeira e apoio moral.
Mais tarde, Sassoon embarcou em uma turnê de palestras pelos Estados Unidos, além de viajar pela Europa e por toda a Grã-Bretanha. Ele ganhou um carro, presente do editor Frankie Schuster, e tornou-se conhecido entre os amigos por sua falta de habilidade ao volante, mas isso não o impediu de aproveitar ao máximo a mobilidade que o carro lhe proporcionava. Sassoon expressou seu crescente senso de identificação com os soldados alemães em poemas como Reconciliação (1918), e, após a guerra, viajou extensivamente pela Alemanha, visitando o país várias vezes na década seguinte. Em 1921, Sassoon foi a Roma, onde conheceu o sobrinho do ex-imperador alemão, o príncipe Filipe de Hesse. Os dois se tornaram amantes por um tempo, depois passando férias juntos em Munique. Eles se distanciaram em meados da década de 1920, em parte devido à distância geográfica e em parte, como observa Jean Moorcroft Wilson, ao crescente desconforto de Sassoon com o crescente interesse de Filipe pelo nacional-socialismo. Sassoon continuou a visitar a Alemanha. Em 1927, ele viajou para Berlim e Dresden com Osbert e Sacheverell Sitwell, e em 1929 acompanhou Stephen Tennant em uma viagem a um sanatório na zona rural da Baviera.
Sassoon era um grande admirador do poeta galês Henry Vaugha . Em visita ao País de Gales em 1924, fez uma peregrinação ao túmulo de Vaughan em Llansantffraed, Powys, e lá escreveu At the Grave of Henry Vaughan, um de seus poemas mais conhecidos em tempos de paz. As mortes, em um curto espaço de tempo, de três de seus amigos mais próximos, Edmund Gosse, Thomas Hardy e Frankie Schuster, representaram um golpe para sua felicidade pessoal.
Ao mesmo tempo, Sassoon preparava-se para tomar uma nova direção. Nos Estados Unidos, ele havia experimentado um romance. Em 1928, dedicou-se à prosa, com Memórias de um Caçador de Raposas, o primeiro volume de uma autobiografia ficcional publicada anonimamente, que foi quase imediatamente aceita como um clássico, trazendo ao seu autor nova fama como prosador. O livro de memórias, cujo personagem central de maneiras suaves se contenta em fazer pouco mais do que ser um cavalheiro rural ocioso, jogando críquete, cavalgando e caçando raposas, é frequentemente bem-humorado, revelando um lado de Sassoon que raramente foi visto em seu trabalho durante os anos de guerra. O livro ganhou o Prêmio James Tait Black de ficção em 1928. Sassoon o seguiu com Memórias de um Oficial de Infantaria (1930) e Sherston's Progress (1936). Mais tarde ele revisitou sua juventude e o início da vida adulta em seu aclamado trabalho em prosa na sua autobiografia ficcional de três volumes, conhecida como Sherston Trilogy.

## Vida pessoal

### Homossexualidade

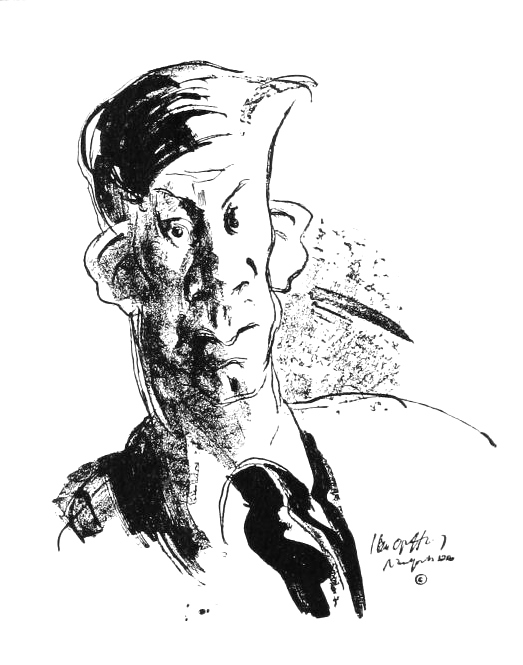
Caricatura de Sassoon em 1920

Em Craiglockhart, Sassoon conheceu Wilfred Owen, outro poeta de guerra. Numerosos documentos sobreviventes demonstram claramente a profundidade do amor e admiração de Owen por ele. Escrevendo anos após a morte de Owen, Sassoon disse que "a morte de W foi uma ferida não cicatrizada, e a dor dela está comigo desde então. Eu o queria de volta – não seus poemas." Apesar dos sentimentos expressos em inúmeras cartas entre Sassoon e Owen, não há suporte para um relacionamento físico entre eles. Ambos os homens retornaram ao serviço ativo na França, onde Owen foi morto em 1918.
Acredita-se que após a guerra ele teve uma sucessão de casos amorosos com homens, incluindo:
- William Park "Gabriel" Atkin, pintor paisagista e figurativo, desenhista e ilustrador[30]
- Ivor Novello, ator[31]
- Glen Byam Shaw, ator e ex-amante de Novello[32]
- Filipe de Hesse, aristocrata alemão[31]
- Beverley Nichols, escritor[31]
- Stephen Tennant, aristocrata[31]

Embora Byam Shaw tenha permanecido amigo próximo de Sassoon durante toda a sua vida, apenas Tennant deixou uma impressão permanente.
Apresentados em 1927, Sassoon e Stephen Tennant começaram um relacionamento que durou quase seis anos.  Tennant, no entanto, tinha tuberculose recorrente, e a tensão que isso colocava em seu relacionamento começou a aparecer no início da década de 1930. Em maio de 1933, Tennant, então recebendo tratamento em um sanatório em Kent, informou abruptamente Sassoon por meio de uma carta escrita por seu médico que nunca mais queria vê-lo. Sassoon ficou devastado.
Quando conheceu sua futura esposa, Hester Gatty, alguns meses depois, ainda estava se recuperando do término com Tennant. Sentindo uma natureza simpática, Sassoon confidenciou a Hester sobre o relacionamento deles e, por sugestão dela, escreveu uma carta a Tennant para deixar o passado para trás.] Embora ele e Tennant tenham trocado cartas, telefonemas e visitas esporádicas nos anos seguintes, eles nunca retomaram o relacionamento anterior.

### Casamento

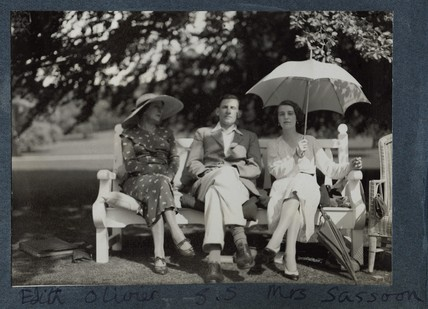
Edith Olivier, Sassoon e Hester Gatty em 1934

Em setembro de 1931, Sassoon alugou a Fitz House, em Teffont Magna, Wiltshire, e começou a morar lá. Em dezembro de 1933, ele se casou com Hester Gatty (filha de Sir Stephen Gatty), que era vinte anos mais nova, e logo depois eles se mudaram para Heytesbury House.
O casamento levou ao nascimento de um filho, algo que Sassoon supostamente almejava há muito tempo. O filho de Siegfried, George Sassoon (1936-2006), tornou-se cientista, linguista e escritor, e era adorado por Siegfried, que escreveu vários poemas endereçados a ele. O casamento de Siegfried se desfez após a Segunda Guerra Mundial, com Sassoon aparentemente incapaz de encontrar um meio-termo entre a solidão de que desfrutava e a companhia de que necessitava.
Separado de sua esposa em 1945, Sassoon viveu em reclusão em Heytesbury, em Wiltshire, mas manteve contato com um círculo que incluía E. M. Forster e J. R. Ackerley. Um de seus amigos mais próximos era o jogador de críquete Dennis Silk, que mais tarde se tornou diretor do Radley College. Ele também formou uma amizade próxima com Vivien Hancock, então diretora da Greenways School em Ashton Gifford House, Wiltshire, onde seu filho George era aluno. O relacionamento levou Hester a fazer fortes acusações contra Hancock, que respondeu com a ameaça de ação legal.

### Religião
Depois de uma vida inteira lutando com questões de fé e espiritualidade, Sassoon tomou a decisão de se converter ao catolicismo em 1957. Sua motivação para essa conversão tem sido objeto de muita especulação e análise. A exploração intelectual, o apelo estético, a busca espiritual e a influência de figuras como Ronald Knox foram fatores para a decisão de Sassoon de se converter.

## Morte e honras
Sassoon foi nomeado Comandante da Ordem do Império Britânico (CBE) nas Honras de Ano Novo de 1951. Ele morreu de câncer de estômago em 1 de setembro de 1967, uma semana antes de seu 81º aniversário.
Ele está enterrado na St Andrew's Church, em Mells, Somerset, não muito longe do túmulo do Padre Ronald Knox, a quem ele tanto admirava. Suas honrarias e medalhas de campanha estão em exibição no Royal Welch Fusiliers Museum, no Castelo de Caernarfon.

## Legado
Em 11 de novembro de 1985, Sassoon estava entre os 16 poetas da Grande Guerra homenageados em uma pedra de ardósia inaugurada no Poet's Corner da Abadia de Westminster.  A inscrição na pedra foi retirada do "Prefácio" de Wilfred Owen para seus poemas e diz: "Meu assunto é a guerra e a piedade da guerra. A poesia está na piedade."

## Obras
Coleções de poesia

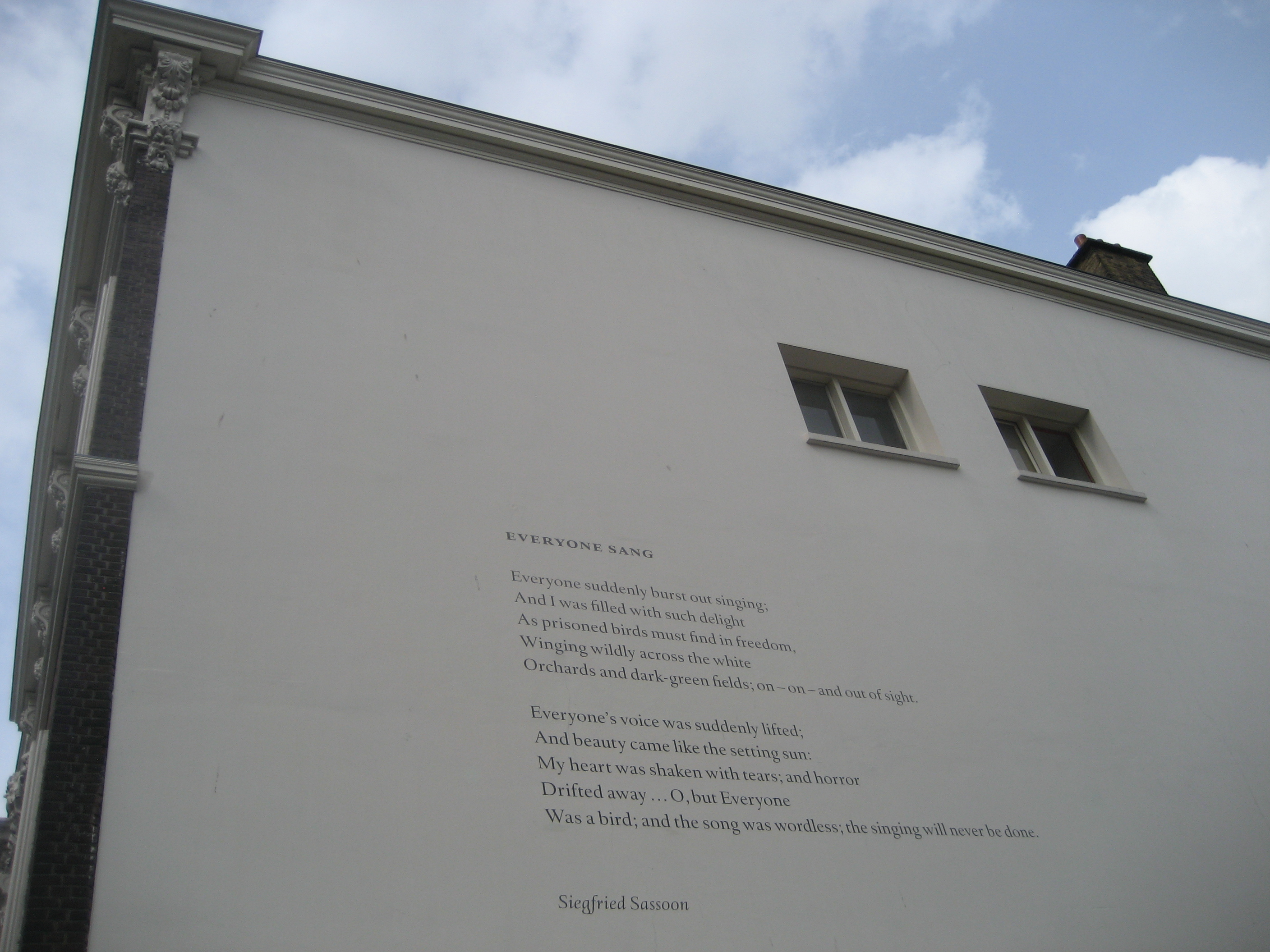
Poema Everyone Sang de Sassoon em um muro em Haia

- The Daffodil Murderer (John Richmond: 1913)
- The Old Huntsman (Heinemann: 1917)
- The General (Denmark Hill Hospital, April 1917)
- Does it Matter? (1917)
- Counter-Attack and Other Poems (Heinemann: 1918)
- The Hero [Henry Holt, 1918]
- Picture-Show (Heinemann: 1919)
- War Poems (Heinemann: 1919)
- Aftermath (Heinemann: 1920)
- Recreations (publicou em particular: 1923)
- Lingual Exercises for Advanced Vocabularians (publicou em particular: 1925)
- Selected Poems (Heinemann: 1925)
- Satirical Poems (Heinemann: 1926)
- The Heart's Journey (Heinemann: 1928)
- Poems by Pinchbeck Lyre (Duckworth: 1931)
- The Road to Ruin (Faber and Faber: 1933)
- Vigils (Heinemann: 1935)
- Rhymed Ruminations (Faber and Faber: 1940)
- Poems Newly Selected (Faber and Faber: 1940)
- Collected Poems (Faber and Faber: 1947)
- Common Chords (publicou em particular: 1950/1951)
- Emblems of Experience (publicou em particular: 1951)
- The Tasking (publicou em particular: 1954)
- Sequences (Faber and Faber: 1956)
- Lenten Illuminations (Downside Abbey: 1959)
- The Path to Peace (Stanbrook Abbey Press: 1960)
- Collected Poems 1908–1956 (Faber and Faber: 1961)
- The War Poems ed. Rupert Hart-Davis (Faber and Faber: 1983)

Livros de prosa

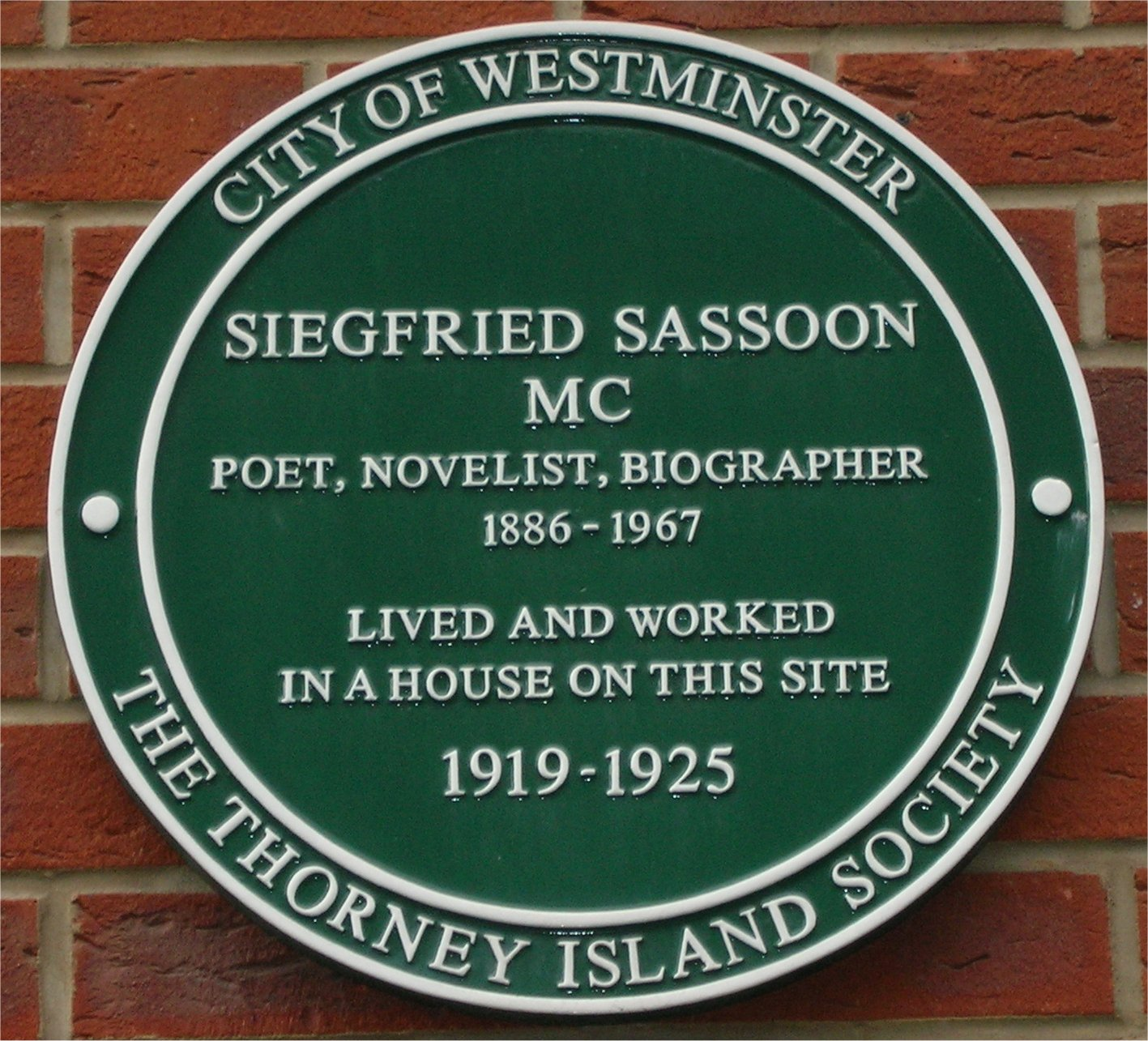
Placa verde no local da antiga casa de Sassoon em Tufton Street, Westminster, Londres

- Memórias de um caçador de raposas (Faber & Gwyer: 1928)
- Memórias de um Oficial de Infantaria (Faber and Faber: 1930)
- Sherston's Progress (Faber and Faber: 1936)
- The Complete Memoirs of George Sherston (Faber and Faber: 1937)
- The Old Century and seven more years (Faber and Faber: 1938)
- On Poetry (University of Bristol Press: 1939)
- The Weald of Youth (Faber and Faber: 1942)
- Siegfried's Journey, 1916–1920 (Faber and Faber: 1945)
- Meredith (Constable: 1948) – biografia de George Meredith
- Diários de Siegfried Sassoon ed. por Rupert Hart-Davis
  - Diários 1915-1918 (Faber and Faber: 1983)
  - Diários 1920-1922 (Faber and Faber: 1981)
  - Diários 1923-1925 (Faber and Faber: 1985)

## Na cultura
Uma edição de 1970 do The Wednesday Play intitulada Mad Jack, baseada nas experiências de Sassoon durante a guerra e nas consequências que levaram à renúncia de sua Cruz Militar, estrelou Michael Jayston como Sassoon.
O romance Regeneration, de Pat Barker, é um relato ficcional desse período da vida de Sassoon e foi transformado em filme, estrelado por James Wilby como Sassoon e Jonathan Pryce como W. H. R. Rivers, o psiquiatra responsável pelo tratamento de Sassoon. Rivers tornou-se uma espécie de pai substituto para o jovem problemático, e sua morte repentina em 1922 foi um duro golpe para Sassoon.
Em 2014, John Hurt interpretou o Sassoon mais velho e Morgan Watkins o jovem Sassoon em The Pity of War, um documentário dramatizado pela BBC.
Um filme intitulado The Burying Party (lançado em agosto de 2018) retrata o último ano de Wilfred Owen, do Hospital Craiglockhart até a Batalha do Sambre (1918) , incluindo seu encontro com Sassoon no hospital. Matthew Staite estrela como Owen e Sid Phoenix como Sassoon.
Peter Capaldi e Jack Lowden interpretaram Sassoon no filme Benediction de Terence Davies de 2021.
Timothy Renouf interpretou Sassoon em The Laureate, um filme biográfico de 2021 sobre Robert Graves.
Stevan Rimkus interpretou Sassoon no episódio "Somme" de The Young Indiana Jones Chronicles, no início de agosto de 1916.
Sassoon serviu de inspiração para o romance In Memoriam de Alice Winn , especificamente para o personagem Sidney Ellwood.